# Trương Hải Dương
Trương Hải Dương (tiếng Trung: 张海阳; sinh tháng 7 năm 1949) là Thượng tướng đã nghỉ hưu của Quân Giải phóng Nhân dân Trung Quốc (PLA), nguyên Chính ủy Quân đoàn Pháo binh 2 (SAC) từ năm 2009 đến năm 2014.

## Thân thế và binh nghiệp
Trương Hải Dương sinh tháng 7 năm 1949 ở Thượng Hải, người gốc Bình Giang, tỉnh Hồ Nam. Ông là con trai của Thượng tướng Trương Chấn, nguyên Phó Chủ tịch Quân ủy Trung ương Trung Quốc thời Giang Trạch Dân. Cha vợ của ông là Thiếu tướng Tôn Khắc Kí, nguyên Phó Chính ủy Quân khu Nam Kinh. Ông cũng từng học tập tại Học viện Chính trị Quân Giải phóng Nhân dân Trung Quốc.
Trương Hải Dương gia nhập Quân Giải phóng Nhân dân Trung Quốc năm 1969, phục vụ tại Tập đoàn quân 21 Lục quân, Quân khu Lan Châu. Trong những năm 1980, Trương Hải Dương từng tham gia trận chiến Lão Sơn trong các cuộc xung đột biên giới Việt Nam – Trung Quốc 1979–1990, khi đó ông là Chính ủy Sư đoàn 61, Tập đoàn quân 21 Lục quân. Năm 1995, Trương Hải Dương được phong quân hàm Thiếu tướng.
Từ tháng 9 năm 1996 đến tháng 7 năm 2002, Trương Hải Dương là Chính ủy Tập đoàn quân 27 Lục quân, Quân khu Bắc Kinh. Năm 2002, bổ nhiệm giữ chức Phó Chính ủy Quân khu Bắc Kinh. Năm 2003, Trương Hải Dương được thăng quân hàm Trung tướng.
Tháng 12 năm 2005, Trương Hải Dương được bổ nhiệm giữ chức Chính ủy Quân khu Thành Đô, thay thế cho tướng Lưu Thư Điền nghỉ hưu. Tháng 10 năm 2007, ông được bầu làm Ủy viên Trung ương Đảng khóa XVII.
Ngày 20 tháng 7 năm 2009, Trương Hải Dương thụ phong quân hàm Thượng tướng (shang jiang). Trương Hải Dương cùng với Trương Hựu Hiệp là hai trường hợp đặc biệt "cha con Thượng tướng", tức cả cha và con đều mang quân hàm Thượng tướng của Quân Giải phóng Nhân dân Trung Quốc (PLA).
Tháng 12 năm 2009, Trương Hải Dương nhậm chức Chính ủy thứ 10 của Quân đoàn Pháo binh 2, tức Tên lửa chiến lược, thay thế Bành Tiểu Phong. Tháng 11 năm 2012, tại Đại hội Đảng Cộng sản Trung Quốc lần thứ 18, Trương Hải Dương được bầu làm Ủy viên Ban Chấp hành Trung ương Đảng Cộng sản Trung Quốc khóa XVIII.
Tháng 12 năm 2014, Trương Hải Dương được miễn nhiệm chức vụ Chính ủy Quân đoàn Pháo binh 2, kế nhiệm ông là Vương Gia Thắng.
Ngày 28 tháng 2 năm 2015, Trương Hải Dương nhậm chức Phó Chủ nhiệm Ủy ban Pháp luật của Đại hội đại biểu Nhân dân toàn quốc Trung Quốc khóa XII.